# Бригаде НОВ Македоније
Током Народноослободилачке борбе народа Југославије, од 1941. до 1945. године у оквиру Народноослободилачке војске Југославије формирано је укупно 23 бригаде, које су носиле назив македонске.
Све македонске бригаде су формиране као ударне, а Прва македонско-косовска бригада била је проглашена за пролетерску и одликована Орденом народног хероја. Већина македонских бригада учествовала је у борбама на територији Вардарске, али и Егејске Македоније.

## Списак македонских бригада
| назив                                   | датум формирања     | место формирања                 | одликовања     |
| --------------------------------------- | ------------------- | ------------------------------- | -------------- |
| Прва македонско-косовска ударна бригада | 11. новембар 1943.  | Сливово, регион Дебарца         | ОНХ, ОНО и ОБЈ |
| Прва македонска ударна бригада          | 8. јун 1944.        | Локов, код Струге               | ОБЈ            |
| Друга македонска ударна бригада         | 20. децембар 1943.  | Фуштани, планина Кожуф          | ОЗН и ОБЈ      |
| Трећа македонска ударна бригада         | 26. фебруар 1944.   | Жегљане, код Куманова           | ОНО, ОЗН и ОБЈ |
| Четврта македонска ударна бригада       | 24. јул 1944.       | Лисец, планина Плачковица       | ОЗН            |
| Пета македонска ударна бригада          | 2. август 1944.     | близина Сборског, планина Кожуф | ОЗН            |
| Четврта шиптарска бригада               | 26. август 1944.    | планина Караорман               | ОБЈ            |
| Шеста македонска ударна бригада         | 6. септембар 1944.  | планина Славеј                  | ОЗН            |
| Седма македонска ударна бригада         | 22. август 1944.    | Сборско, планина Кожуф          | ОЗН            |
| Осма македонска ударна бригада          | 2. септембар 1944.  | Отиштино, код Велеса            | ОЗН            |
| Девета македонска ударна бригада        | 22. август 1944.    | Шешково, код Кавадараца         | ОЗН            |
| Десета македонска ударна бригада        | 23. август 1944.    | Црвена Вода, планина Кожуф      | ОЗН            |
| Једанаеста македонска ударна бригада    | 27. август 1944.    | Пелинце                         |                |
| Дванаеста македонска ударна бригада     | 17. септембар 1944. | Војница, код Велеса             | ОЗН            |
| Тринаеста македонска ударна бригада     | 4. септембар 1944.  | Митрашинци                      | ОЗН            |
| Бригада Гоце Делчев                     | 9. септембар 1944.  | Софија (Бугарска)               |                |
| Четрнаеста македонска ударна бригада    | 17. септембар 1944. | Митрашинци код Берова           | ОБЈ            |
| Петнаеста македонска ударна бригада     | 25. септембар 1944. | Челопеци, код Кичева            | ОЗН            |
| Шеснаеста македонска ударна бригада     | 6. октобар 1944.    | Кучевиште, код Скопља           | ОЗН            |
| Седамнаеста македонска ударна бригада   | 12. октобар 1944.   | Жељувино, код Куманова          | ОЗН            |
| Осамнаеста македонска ударна бригада    | 4. октобар 1944.    | Алгуња, код Куманова            | ОЗН            |
| Деветнаеста македонска ударна бригада   | 10. октобар 1944.   | Лаки, планина Плачковица        | ОЗН            |
| Двадесета македонска ударна бригада     | 19. октобар 1944.   | планина Плачковица              | ОЗН            |
| 21. македонска ударна бригада           | 19. октобар 1944.   | близина Берова                  | ОЗН            |
| Леринско-костурска бригада              | 26. октобар 1944.   | Градешница, код Битоља          |                |
| Прва егејска ударна бригада             | 18. новембар 1944.  | Драгош, код Битоља              |                |